# Siechhof Eichstätt
Der Siechhof von Eichstätt gilt als einzige komplett erhaltene spätmittelalterliche Anlage eines Leprosoriums und ist deshalb als Baudenkmal von nationalem Rang eingestuft.

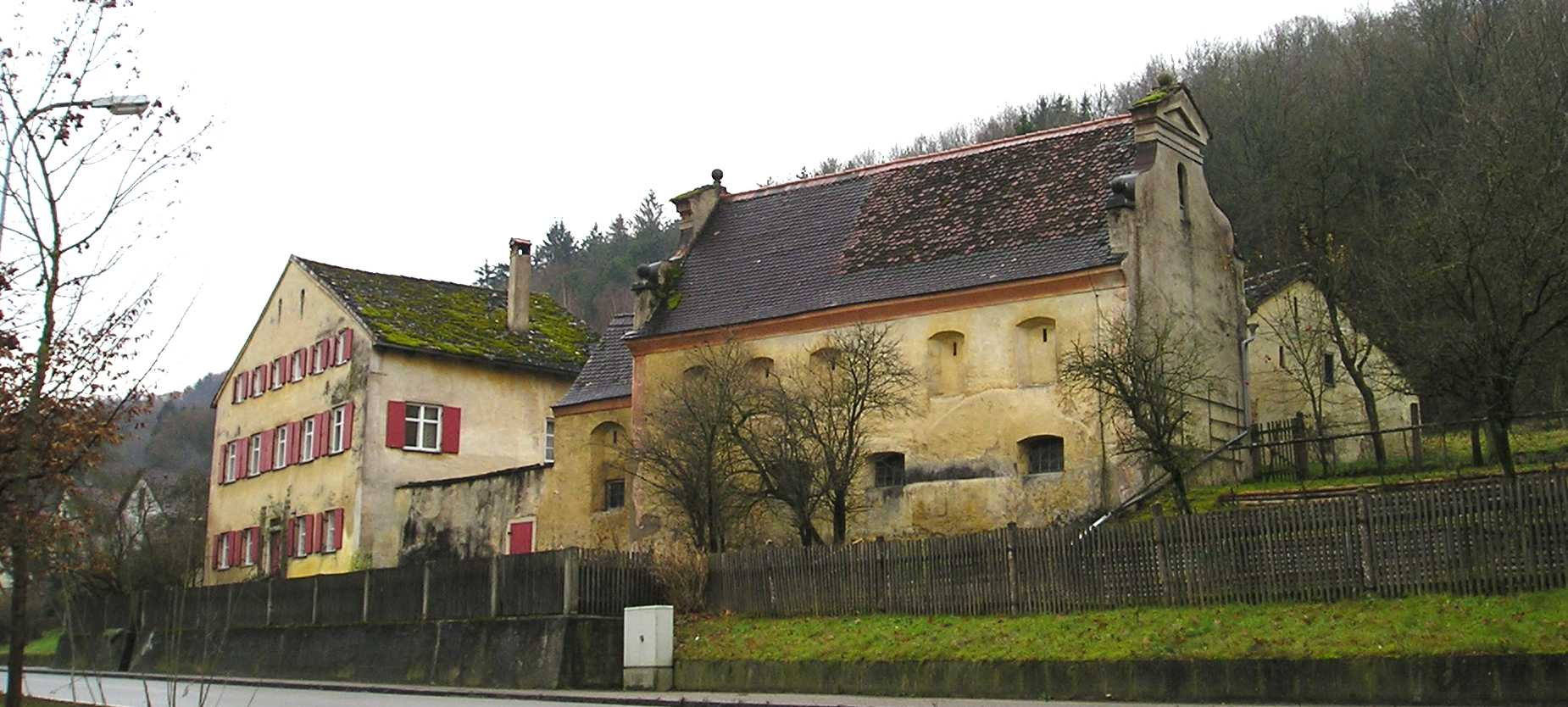
Eichstätt, Siechhof, von Norden gesehen

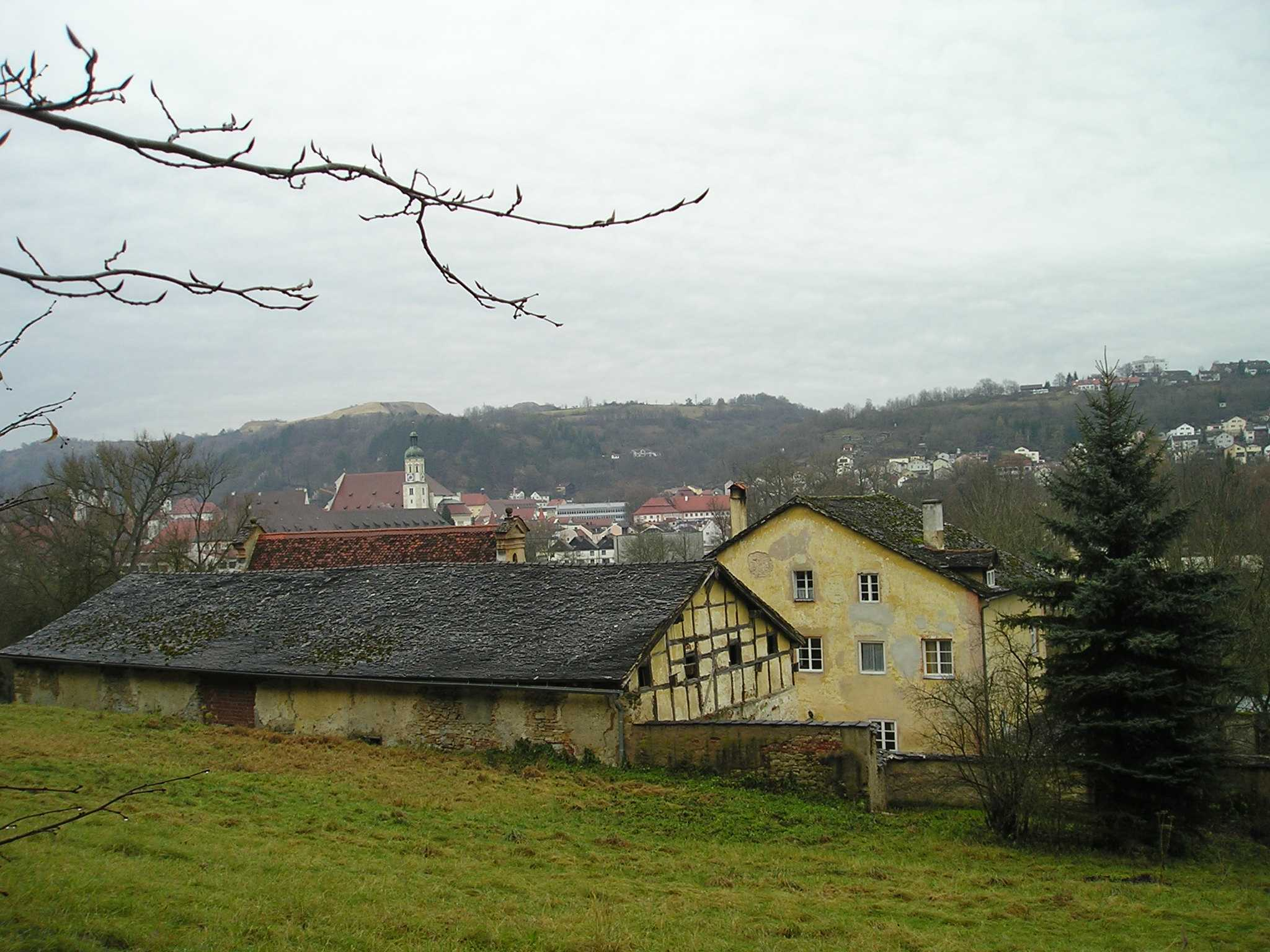
Eichstätt, Siechhof, von Südosten gesehen

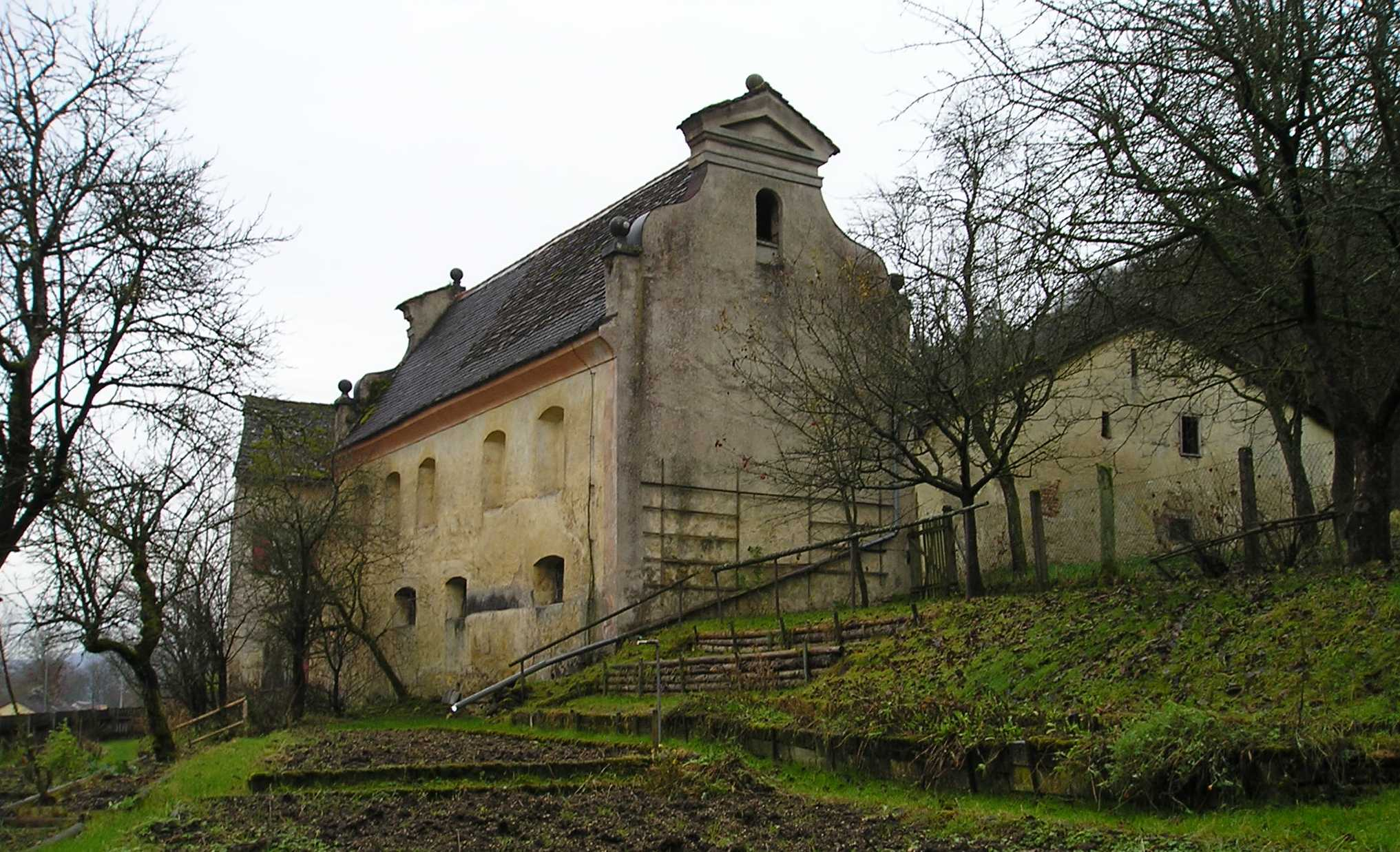
Eichstätt, Siechhof, von Nordwesten gesehen

## Lage
Üblicherweise wurden Siech(en)höfe (Leprosorien) wegen der Ansteckungsgefahr außerhalb von Städten errichtet. Der Eichstätter Siechhof liegt auch heute noch am Rand der Stadt jenseits der Altmühl und der sie begleitenden Bundesstraße 13 am Fuße des südlichen Talhanges auf leicht erhöhtem und damit hochwasserfreien Terrain.

## Geschichte
Im Siechhof der fürstbischöflichen Residenzstadt Eichstätt wurden die „Sondersiechen“, die an der unheilbaren Seuche Lepra, am „Aussatz“ Erkrankten untergebracht. Im Kern geht die Eichstätter Leproserie in das 14. Jahrhundert zurück. Sie besteht – rechnet man das im Giebelbereich mit Fenstern versehene Geschoss hinzu – aus einem dreigeschossigen größeren Gebäude mit Kalkplattendach und einer nach Osten ausgerichteten, heute profanierten und im Innern umgestalteten, 1705/06 mit Schmuckgiebeln versehenen Kapelle „St. Lazarus und Magdalena“ mit rechteckigem Ostchor. Hinter diesen Gebäuden liegt ein langgestreckter, 1417 neu errichteter Wirtschaftsbau, zum Teil in Fachwerkbauweise aufgerichtet und ebenfalls mit Legschiefer gedeckt. Das unregelmäßige Rechteck dieser Anlage schloss im Südosten ein 1851 abgebrochener Winkelbau ab.
Erstmals ist der Siechhof als „domum leprosorum“ (Haus der Leprosen) urkundlich 1307 unter dem Eichstätter Bischof Philipp erwähnt; er regierte 1306 bis 1322. Gründer war ein „Bruder Heinrich“. Wer am Aussatz erkrankt war, wurde hierher isoliert; die Ausbürgerung aus der Stadt geschah im Rahmen einer kirchlichen Zeremonie. Angehörige und die Stadt selber besorgten die wirtschaftliche Absicherung des Siechhofes durch Schenkungen und regelmäßige Almosen, aber auch durch Zustiftungen und Verkäufe von Höfen, Äckern, Wiesen und Wäldern. Zweimal wöchentlich durften die Eichstätter Leprosen in der Stadt betteln, wobei sie mit einer Klapper auf sich aufmerksam zu machen hatten, damit die Gesunden ihnen nicht zu nahe kamen. Für die Verwaltung waren die vom Magistrat bestellten Siechenpfleger verantwortlich, deren Namen vom 14. bis zum 16. Jahrhundert lückenlos überliefert sind. Erster Pfleger war der Gründer; der berühmteste Pfleger dürfte 1536 der Eichstätter Bildhauer Loy Hering gewesen sein. Aus religiösen und disziplinären Gründen lebten die Insassen bruderschaftsähnlich, jedoch ohne Ordensanbindung zusammen.
Im 15. Jahrhundert zeigte die Isolationspraxis allmählich Wirkung, so dass man in den Siechhof nunmehr auch andere Kranke oder Bedürftige aufnahm, wodurch sich die Anlage von der Isolationsstation zum städtischen Armenhaus und Altersheim wandelte. Soweit man Vermögen hatte, konnte man sich als Pfründner einkaufen; deren Versorgung war besser als die der „Elenden“. Als die Zahl der Insassen immer weiter zurückging (die Zahl der Pfründner war ohnehin auf 13 beschränkt), wurde das Hauptgebäude zum Wohnhaus eines Siechenbauern und später, nach einer grundlegenden Renovierung 1705, zum „Benefiziatenhaus“ als Wohnung eines Geistlichen für die Siechenkapelle. Diese wurde in der Barockzeit um ein Dachreiter mit einer Zwiebelhaube hinter dem Ostgiebel ergänzt. Funktionslos geworden, wurde das Türmchen im 19. Jahrhundert abgebrochen.
Mit der Säkularisation wurde die städtische Einrichtung 1806 der königlich-bayerischen Stiftungsadministration unterstellt, die Kapelle profaniert und durch den Einbau einer Zwischendecke in Stall und Lager unterteilt. Reste der Bemalung (u. a. eines Jüngsten Gerichts) haben sich erhalten; die Ausstattung ist verschollen. 1812 ging das Anwesen in Privathände über; die Besitzer wechselten bis 1861 mehrmals. Die Wirtschaftsbauten und die Kapelle wurden bis 1955 landwirtschaftlich genutzt und stehen seitdem leer, während das Benefiziatenhaus in Mietwohnungen aufgeteilt ist. Zunehmender Verfall machte 1999 eine denkmalpflegerische Notsicherung des Stadels erforderlich.